# Years and Years
Years and Years è una miniserie televisiva britannica che è stata trasmessa da BBC One nel Regno Unito dal 14 maggio al 18 giugno 2019 e su HBO negli Stati Uniti dal 24 giugno 2019. La serie è stata creata e sceneggiata da Russell T Davies, ed è interpretata da Emma Thompson nel ruolo di Vivienne Rook, una celebrità diventata una figura politica le cui opinioni controverse dividono la nazione, insieme a Rory Kinnear, T'Nia Miller, Russell Tovey, Jessica Hynes, Ruth Madeley e Anne Reid come membri della famiglia Lyons.
In Italia, la serie è stata distribuita il 5 marzo 2020 su Starz Play. Dal 2024 è su Serially.

## Trama
La storia si incentra sulla famiglia Lyons di Manchester: Daniel sta per sposarsi con Ralph, Stephen e Celeste si preoccupano per i loro figli, Rosie cerca un nuovo compagno ed Edith manca da casa da anni. A vegliare su di loro c'è la nonna Muriel.
 Tutte le loro vite convergono in una notte cruciale del 2025 e la storia accelera verso il futuro, seguendo le vicissitudini dei Lyons nei successivi 15 anni.

## Produzione

### Sviluppo
Nel giugno 2018, la BBC annunciò che Russell T Davies avrebbe scritto Years and Years descritto come "un dramma epico che segue una famiglia per oltre 15 anni di instabilità politica ed economica e progressi tecnologici". Davies dichiarò di avere l'obiettivo di scrivere la serie da quasi due decenni.
Nell'ottobre 2018, fu annunciato che Emma Thompson si sarebbe unita al cast nel ruolo di Vivienne Rook, al fianco di Rory Kinnear, T'Nia Miller, Russell Tovey, Jessica Hynes, Lydia West, Ruth Madeley and Anne Reid.  Il casting di Years and Years è opera di Andy Prior. Fu anche annunciato che la serie sarebbe stata diretta da Simon Cellan Jones.
La serie iniziò le riprese a Manchester nell'ottobre 2018. Tra le location figura Trafford Park per il campo profughi.

## Accoglienza
Sul portale Rotten Tomatoes, la serie ha raccolto un rating di approvazione dell'82% basato su 17 recensioni, e un rating medio di 7,45/10. L'opinione critica condivisa del sito recita: "Years and Years critica aspramente il presente con una proiezione nichilista del futuro, alleggerendo la feroce satira con un senso dell'umorismo positivo e personaggi a cui è facile legarsi."